# 愛敬浩一
愛敬 浩一（あいきょう こういち、1952年5月30日 - ）は、日本の詩人。

## 経歴
群馬県生まれ。和光大学人文学部文学科卒。『東国』所属。樋口武二と共に「詩的現代」の編集・発行。日本現代詩人会会員。2019年よりH氏賞選考委員。

## 著書
- 『回避するために 詩集』玄冬社, 1982
- 『長征 詩集』紫陽社, 1985
- 『遊女濃安都 詩集』紫陽社, 1986
- 『しらすおろし　詩集』ゲンキ出版, 1986
- 『危草　詩集』 ワニ・プロダクション, 1988
- 『骨の骨、肉の肉　詩集』 紙鳶社, 1994
- 『喩の変貌』 ワニ・プロダクション, 1998
- 『クーラー　詩集』 ワニ・プロダクション, 1999
- 『詩を噛む』詩学社, 2002
- 『現代詩における大橋政人』東国叢書, 2003
- 『夏が過ぎるまで 詩集』砂子屋書房, 2006
- 『岡田刀水士と清水房之丞 群馬の近・現代詩研究 (詩的現代叢書  2013
- 『影と飛沫 愛敬浩一文芸・映画評論集』詩的現代叢書 書肆山住, 2013
- 『群馬県における近・現代詩』詩的現代叢書 詩的現代出版部, 2014
- 『詩のふちで』 詩的現代叢書 書肆山住, 2015
- 『母の魔法 愛敬浩一詩集』詩的現代叢書 書肆山住, 2015
- 『贋・詩的自叙伝 愛敬浩一評論集』 詩的現代叢書 書肆山住, 2017
- 『それは阿Qだと石毛拓郎が言う 詩集』 詩的現代叢書 書肆山住, 2018
- 『真昼に 愛敬浩一自選詩集 1982-1999』 詩的現代叢書 書肆山住, 2019
- 『赤城のすそ野で、相沢忠洋はそれを発見する 書き下ろし詩集』詩的現代叢書 書肆山住, 2019
- 『愛敬浩一詩集』 新・日本現代詩文庫  土曜美術社出版販売, 2020
- 『メー・ティはそれを好まない　詩集』土曜美術社出版販売, 2021
- 『大手拓次の方へ』土曜美術社出版販売, 2021